# Концентрический склероз Бало
Концентрический склероз (болезнь Бало, энцефалит периаксиальный концентрический) — хроническое быстро прогрессирующее демиелинизирующее заболевание, развивается преимущественно у относительно молодых пациентов. Ряд авторов рассматривают его, также как и болезнь Девика, не как отдельную нозологическую единицу, а как один из вариантов рассеянного склероза, хотя в МКБ-10 они кодируются в самостоятельных подрубриках.
Является редким заболеванием (к 1994 году было описано не более 100 случаев) молодого возраста, при котором патологический процесс имеет, как правило, неуклонно прогрессирующее течение с образованием больших очагов демиелинизации в белом веществе головного мозга.

## Симптоматика
Данное демиелинизирующая патология клинически выглядит схоже с болезнью Шильдера (у больного развиваются центральные параличи и парезы, гиперкинезы, эпилептические припадки, расстройства зрения, психические нарушения).

## Диагностика
Диагноз в настоящее время выставляется на основании МРТ с контрастированием, и биопсии мозговой ткани. При МРТ исследовании обнаруживаются что участки демиелинизации и ремиелинизации расположены концентрически (по типу луковицы) или хаотично, большие очаги демиелинизации локализуются преимущественно в белом веществе лобных долей, в редких случаях с вовлечением серого вещества.

## Прогноз
Прогноз заболевания неблагоприятный, своевременная диагностика и адекватное лечение лишь замедляют развитие болезни, но не предотвращают и не устраняют неврологические нарушения. Трудоспособность стойко утрачивается, больным назначается группа инвалидности.